# Spökskräckor
Spökskräckor (Phasmatodea) är en ordning i underklassen bevingade insekter som omfattar mer än 3 000 beskrivna arter vilka förekommer i tropiska och subtropiska områden.
Det vetenskapliga namnet är bildat av det grekiska ordet phasma som betyder "spöke" och refererar, liksom det svenska namnet till insekternas utseende. Efterledet -skräcka är bildat efter tysk förebild och betyder "-hoppa" (höskräcka är ett annat namn för gräshoppa).

## Kännetecken

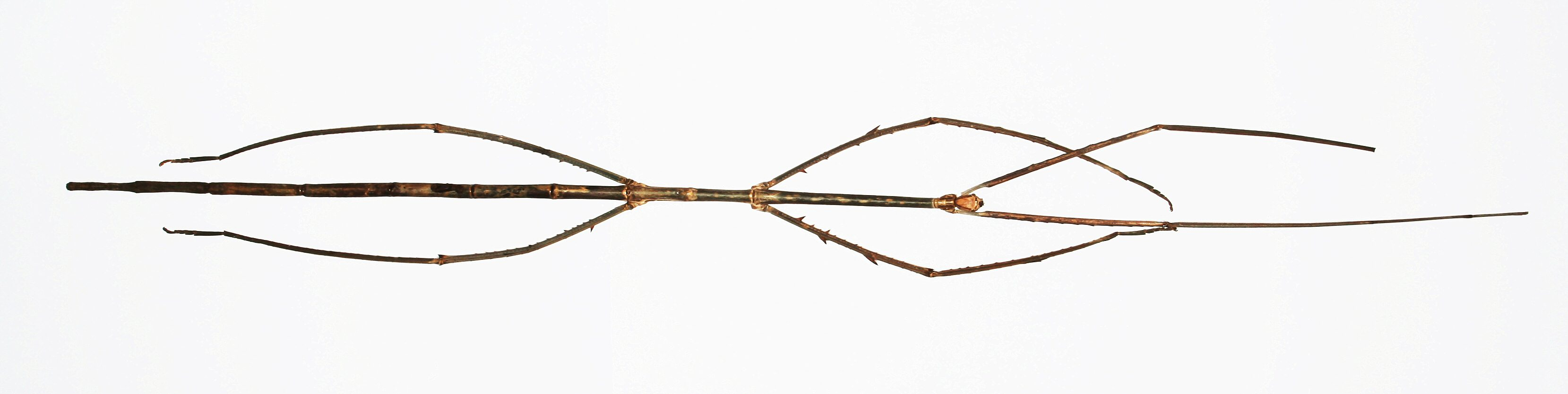
Hona av Phobaeticus chani, världens längsta insekt. Denna individ mäter 566 mm (med benen helt utsträckta) med en kroppslängd på 357 mm.

Kroppslängden varierar kraftigt och det finns många arter i ordningen som är mycket stora men vanligtvis är de mellan 0,5 och 18 cm. Arten Phobaeticus chani som ingår i ordningen anses vara världens längsta insekt och en individ som ingår i Londons Natural History Museums samling mäter 56,6 cm. Alla spökskräckor är växtätare.
Trots att spökskräckorna ingår i gruppen bevingade insekter har inte alla arter vingar. När det finns vingar är det endast hannar som har vingar. Spökskräckor är antingen mycket långa och smala (vandrande pinnar) eller liknar en ansamling av blad (vandrande blad). På så sätt liknar de delar av växter (stjälkar, kvistar, blad) och detta kamouflage gör det svårt för predatorer att hitta dem. Till skillnad från spökskräckornas närmsta släktingar, gräshoppor och långhornsrätvingar, har de inga språngben, och kan således inte hoppa.
Deras fasettögon är oftast små. Den bakre delen av kroppen består av 11 segment. Färgen är vanligen brun eller grön men hos några arter har hannarna en annan, iögonfallande färg. Några arter saknar vingar och andra arter har tydligt förstorade vingar som täcker hela kroppen.

## Ekologi
Hos flera arter utvecklas ungar från ägg utan befruktning.

## Systematik
Den taxonomiska indelningen av ordningen är oklar. Ibland delas den upp i tre underordningar Agathemerodea (1 släkte och 8 arter), Timematodea (1 släkte och 21 arter) och Verophasmatodea för alla övriga taxa. Över 3 000 arter finns beskrivna, men många fler väntar på att beskrivas både i museisamlingar och i det vilda.
Catalogue of Life delar upp ordningen i fyra överfamiljer och placerar ytterligare fyra familjer i ordningen utan att placera dem i några överfamiljer:
- överfamilj Aschiphasmatoidea
- överfamilj Bacilloidea
- överfamilj Phyllioidea
- överfamilj Pseudophasmatoidea
- familj Agathemeridae
- familj Diapheromeridae
- familj Phasmatidae
- familj Timematidae